# Pfarrkirche Fußach

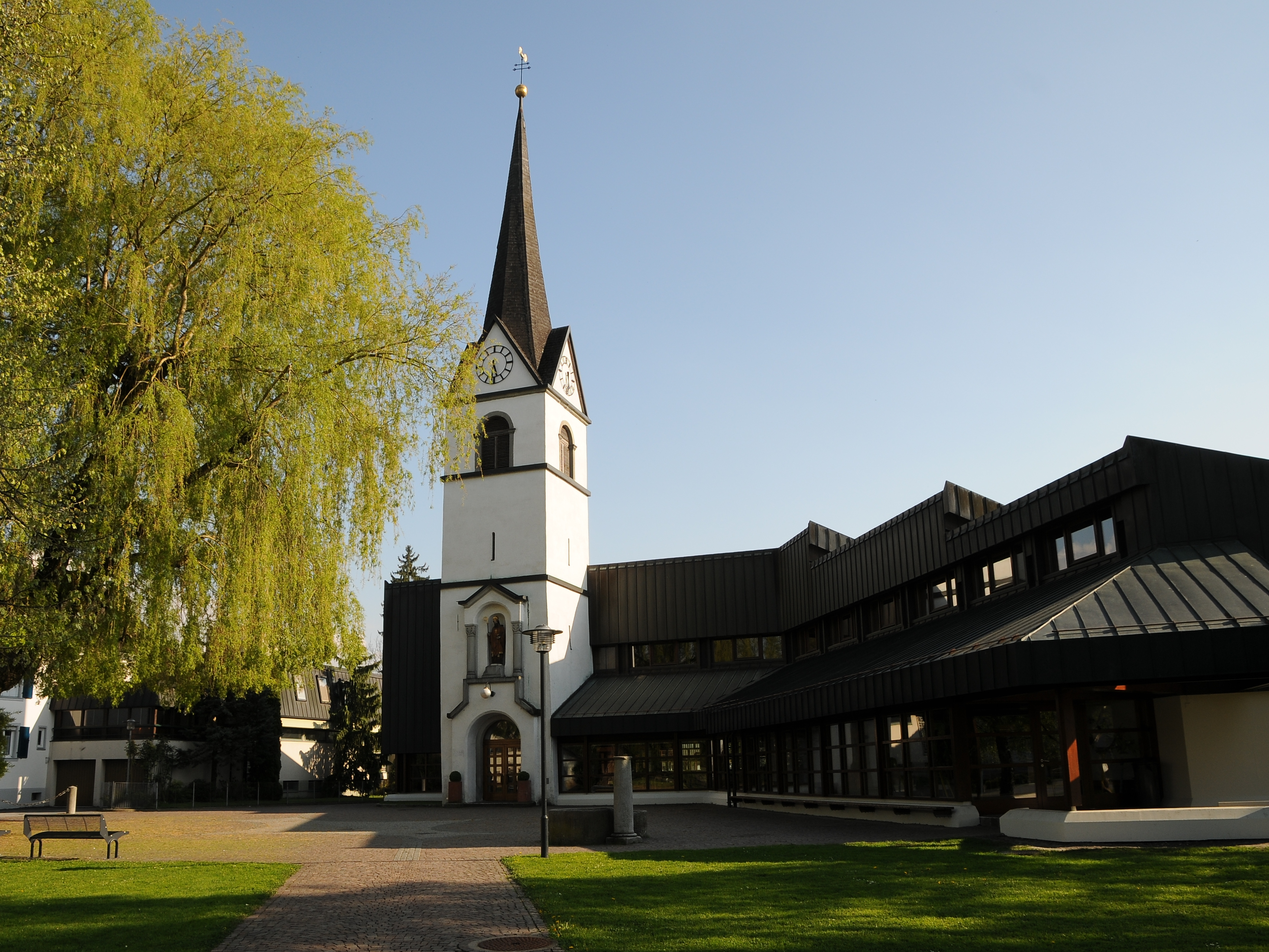
Kath. Pfarrkirche hl. Nikolaus in Fußach

Die römisch-katholische Pfarrkirche Fußach steht im Ortszentrum der Gemeinde Fußach im Bezirk Bregenz in Vorarlberg. Sie ist dem heiligen Nikolaus geweiht und gehört zum Dekanat Dornbirn in der Diözese Feldkirch. Das Bauwerk steht unter Denkmalschutz.

## Lagebeschreibung
Die Kirche wurde anstelle der alten Kirche im Ortszentrum von Fußach im Friedhof errichtet.

## Geschichte
Im 15. Jahrhundert befand sich in Fußach eine kleine Kapelle. 1641 und 1671 werden Altarweihen urkundlich erwähnt. Ursprünglich war die Kirche der Pfarre Höchst inkorporiert, wurde jedoch 1690 zur eigenständigen Pfarre. Nach einem Großbrand im Jahre 1854, der auch Kirche und Pfarrhaus vernichtete, wurde 1856 der heute noch bestehende Turm errichtet, die neoromanische Kirche 1863. Die Kirche wurde 1976 wieder abgetragen und in den Jahren 1976 bis 1978 durch einen Neubau nach Plänen von Leopold Ostertag und Leopold Kaufmann aus der Neuen Vorarlberger Bauschule ersetzt.

## Kirchenbau
Kirchenäußeres
Das Kirchengebäude ist ein breitgelagerter Bau unter einem Walmdach. Der Kirchturm ist dreigeschoßig mit Gesimsen. In der Erdgeschoßzone des Turmes ist ein Rundbogenportal mit Stufengiebel. Darüber ist eine Nische mit einer Figur des heiligen Nikolaus aus der Mitte des 19. Jahrhunderts. Der Turm hat außerdem Rundbogenschallöffnungen mit Steinrahmung und ist mit einem Giebelspitzhelm gedeckt. Die Aufbahrungshalle des Friedhofes ist eingegliedert.
Kircheninneres

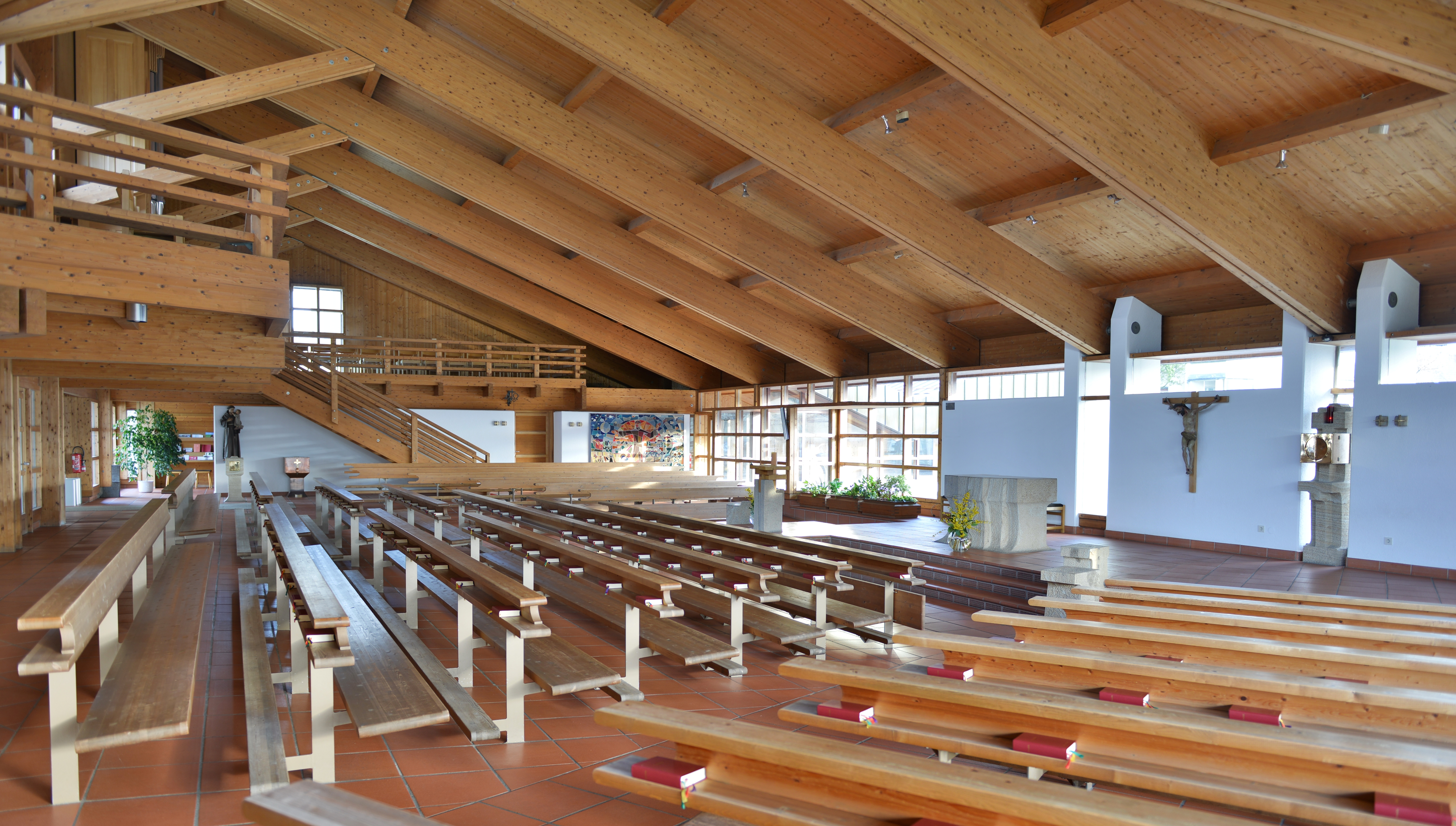
Innenansicht

Das Langhaus ist ein polygonaler Raum mit zeltdachförmiger Holzdecke. Auf der Empore steht die Orgel.

## Ausstattung
Der Altar, der Ambo, das Taufbecken, die Sakramentstele, das Weihwasserbecken und der Opferstock stammen von Herbert Albrecht aus dem Jahr 1978. Die beiden Figuren „Maria mit Kind“ und „Antonius“ stammen vom Anfang des 20. Jahrhunderts. In der Werktagskapelle steht eine gotische Marienfigur mit Kind, die Jakob Ruß zugeschrieben wird. Sie entstand um 1490 und stand früher in der 1974 erbauten Feldkapelle.

## Orgel
Die Orgel wurde 1868 von Benedikt Klingler gebaut.